# Jimmy Davidson
James Anderson Davidson, detto Jimmy (Douglas Water, 8 novembre 1925 – 24 gennaio 1996), è stato un calciatore scozzese, di ruolo difensore.

## Carriera

### Club
Ha giocato nella prima divisione scozzese.

### Nazionale
Ha partecipato ai Mondiali del 1954; con la nazionale scozzese tra il 1954 ed il 1955 ha totalizzato complessivamente 8 presenze ed una rete.

## Palmarès

### Club

#### Competizioni regionali
- Glasgow Cup: 3

Particl Thistle: 1950-1951, 1952-1953, 1954-1955
- Glasgow Merchants Charity Cup: 1

Partick Thistle: 1948-1949